# غراهام أرنولد (رسام)
غراهام أرنولد (بالإنجليزية: Graham Arnold)‏ هو رسام بريطاني، ولد في 1932، وتوفي في مارس 2019.